# Österreichischer Bundesverlag
Der Österreichische Bundesverlag (öbv) ist ein österreichischer Verlag mit Sitz in Wien mit Ausrichtung auf Lehre und Pädagogik, der bereits 1772 von Maria Theresia als Schulbuchverlag gegründet wurde.
Eines seiner bekanntesten Veröffentlichungen ist das im Auftrag des österreichischen Unterrichtsministeriums auf der Grundlage des amtlichen österreichischen Regelwerks herausgegebene Österreichische Wörterbuch.

## Geschichte
Seit 1979 wird er als GmbH und seit 1993 als Holding geführt, wo als eigenes Unternehmen der ÖBV Pädagogische Verlag dazu gehörte. Dieser Verlag wurde 1998 mit den Verlagen Hölder-Pichler-Tempsky und dem Österreichischen Gewerbeverlag zur öbv & hpt Verlagsgesellschaft mbH & Co. KG zusammengeschlossen. Außerdem gehören noch der Deuticke Verlag, die Perlen-Reihe, der Residenz Verlag und der Brandstätter Verlag zur Holding. Beteiligungen gibt es noch am Kinderbuchverlag Esslinger J.F. Schreiber und am C.J.Bucher Verlag.
Im Jahr 2002 wurde der Bundesverlag privatisiert und an den deutschen Ernst Klett Verlag verkauft, der seinerseits den Residenz Verlag an das Niederösterreichische Pressehaus verkaufte. Der Buchhandelsbereich wurde ebenfalls verkauft und besteht jetzt als eigenständiges Unternehmen.
Im März 2007 verkaufte die Familie Glöckler (Hölder-Pichler-Tempsky, Verlag für Schule und Wissenschaft) ihre 47-Prozent-Anteile am österreichischen Schulbuchverlag öbvhpt Verlagsgesellschaft mbH & Co. KG an den Österreichischen Bundesverlag (Verlagsgruppe Klett), der bislang 53 Prozent hielt. Der Verlag Hölder-Pichler-Tempsky erhielt aus dieser Trennung die Buchtitel für den berufsbildenden Sektor. Der G&G Kinder- und Jugendbuchverlag (ebenfalls im Besitz der Familie Glöckler), übernahm den Bereich Lernhilfen von öbvhpt.